# Ches Crosbie
Pour les articles homonymes, voir Crosbie.
Ches Crosbie (né Chesley Furneaux Crosbie le 12 juin 1953) est un avocat canadien et chef du Parti progressiste-conservateur de Terre-Neuve-et-Labrador de 2018 à 2021.

## Première vie
Crosbie est l'aîné de trois enfants de Jane (Furneaux) et John Crosbie. Son père est un personnage important de la politique de Terre-Neuve-et-Labrador et du Canada, un ministre provincial et fédéral qui a également été lieutenant-gouverneur de la province en 2008-2013. Crosbie est aussi un petit-fils et un homonyme de Chesley A. Crosbie et l'arrière-petit-fils de John Crosbie, d'éminents hommes d'affaires et personnalités publiques à Terre-Neuve.
La première éducation de Crosbie était au Bishop Feild College à St. John's, et à St. Andrews College à Aurora, en Ontario. En 1976, il a été choisi comme Rhodes Scholar de Terre-Neuve-et-Labrador, où il a étudié la jurisprudence à Oxford et poursuivi ses études de droit à Université Dalhousie. Là, il a rencontré sa future épouse, Lois Hoegg, originaire de Stellarton, en Nouvelle-Écosse. Elle est juge à la Cour suprême de Terre-Neuve-et-Labrador depuis 2007. Elle a trois filles.

## Avocat
Après avoir terminé ses études en droit, Crosbie est retourné à St. John's et a été admis au barreau en 1983. Il a fondé Ches Crosbie Barristers en 1991. Le cabinet a acquis une expertise en recours collectifs et Crosbie est devenu le défenseur du cancer du sein. patients affectés par des résultats de tests retardés et erronés (établis en 2009, voir Enquête Cameron), pour les victimes d'accidents d'automobile, pour les utilisateurs de terminaux de loterie vidéo et pour les anciens pensionnaires des pensionnats du Labrador (établis en 2016). Crosbie a été nommé Avocat de la Reine en 2004.
Ayant un intérêt à aider les enfants blessés, Crosbie et son entreprise ont donné des milliers de casques de vélo aux jeunes de la province. Il a travaillé à titre bénévole avec d'anciens employés de chantiers navals qui tentaient d'obtenir une indemnisation pour des problèmes de santé à long terme. Il a également travaillé avec des organisations patrimoniales comme le Sealer's Memorial et le Centre d'interprétation à Elliston, Trinity Bay, et a travaillé avec la Placentia Historical Society et la ville de Placentia pour célébrer le 75e anniversaire de la réunion du président américain Franklin D. Roosevelt et des Britanniques. Le Premier ministre Winston Churchill qui a établi la Charte de l'Atlantique.

## Politique
La première participation de Crosbie à la vie politique fut un soutien à son père, qui était candidat à la direction du Parti progressiste-conservateur du Canada en 1983. Il est un partisan conservateur provincial et conservateur de longue date de la province.
En 2014, Crosbie a annoncé sa candidature pour la circonscription fédérale d'Avalon. Cependant, en 2015, sa candidature a été rejetée par le Parti conservateur du Canada, réputé à cause de ses "barbes ludiques" concernant le premier ministre Stephen Harper dans un sketch de collecte de fonds parodique shakespearien.
En février 2017, Crosbie a annoncé une candidature exploratoire à la direction du Parti progressiste-conservateur de Terre-Neuve-et-Labrador, à la suite de la démission du chef et ancien premier ministre Paul Davis.
Le 28 avril 2018, Crosbie a battu le PDG de la Régie de la Santé, Tony Wakeham, pour succéder à Davis. La convention de leadership a fonctionné sous un système mixte de points de vote dans lequel une centaine de points ont été attribués dans chacun des 40 districts à travers les provinces, basé sur le pourcentage de vote que chaque candidat a gagné. Le résultat final était Crosbie avec 2 298,92 et Wakeham avec 1 701,08 points respectivement.
En août 2018, Crosbie a annoncé sa candidature pour le district de Windsor Lake à la suite de la démission de la MHA Cathy Bennett. Le 20 septembre 2018, Crosbie a remporté le district de Windsor Lake lors d'une élection partielle, commencement ses fonctions de chef de l'opposition.
Crosbie a mené le parti aux élections provinciales de 2019 en augmentant le nombre de ses sièges de 7 à 15. Les PJ ont terminé à 1% derrière les libéraux lors du vote populaire et le gouvernement Ball a été réduit à une minorité. Crosbie a été personnellement réélu à Windsor Lake.
Crosbie a mené le parti aux élections provinciales de 2021. Il a été personnellement battu dans son district de Windsor Lake; tandis que le parti a perdu un autre siège, élisant 13 députés. Les libéraux sous Furey ont remporté un gouvernement majoritaire. Le 31 mars 2021, Crosbie a démissionné de son poste de leader du PC.